# Rétinoïde

Rétinoïdes de 1re et 2e génération

Les rétinoïdes sont une classe de composés chimiques dérivés de la vitamine A. Ils sont utilisés en médecine notamment pour leur activité de régulation de la croissance et de la différenciation des cellules épithéliales.
Les rétinoïdes ont de nombreux rôles dans l'organisme : ils sont impliqués dans la vision, la croissance du tissu osseux, l'immunité...

## Types
Il y a quatre générations de rétinoïdes :
- Les rétinoïdes de première génération : le rétinol, la trétinoïne et l'alitrétinoïne.
- Les rétinoïdes de deuxième génération : l'isotrétinoïne, l'adapalène, l'étrétinate et son métabolite l'acitrétine.
- Les rétinoïdes de troisième génération : le tazarotène, le bexarotène.
- Les rétinoïdes de quatrième génération : le trifarotène.

## Structure
La structure de base des rétinoïdes est constituée d'un cycle en bout de chaîne, d'une chaîne latérale polyénique et d'un groupe terminal polaire. Le système conjugué formé par l'alternance des doubles liaisons C=C dans la chaîne latérale donne leur couleur aux rétinoïdes (typiquement jaune, orange ou rouge). Par conséquent, beaucoup de rétinoïdes sont des chromophores. La variabilité des chaînes latérales et des groupes terminaux sont à l'origine des différentes classes de rétinoïdes.
Les rétinoïdes de première et deuxième génération peuvent se fixer à différents récepteurs aux rétinoïdes grâce à la flexibilité induite par l'alternance de simples et doubles liaisons.
Les rétinoïdes de troisième génération ont une structure plus rigide et sont donc plus spécifiques de certains récepteurs aux rétinoïdes.

## Indications et activité
Les rétinoïdes sont utilisés dans le traitement de nombreuses pathologies et se révèlent notamment efficaces dans le traitement de dermatoses comme l'acné et le psoriasis. Les rétinoïdes stimulent l'épithélium folliculaire et favorisent la prolifération de kératinocytes non cohérents. Dans le cas de l'acné, cela prévient le bouchon corné et permet d'éliminer les éléments rétentionnels (comédons, kystes...). Par ailleurs, les rétinoïdes augmentent la perméabilité de la paroi folliculaire aux agents inflammatoires, ce qui accélère l'évolution et in fine la guérison des lésions inflammatoires (papules, pustules...).

## Effets secondaires
L'application topique de rétinoïdes peut entraîner irritation de la peau, sécheresse et érythème. Une desquamation de la couche cornée peut se produire. Ces effets sont fréquents en début du traitement et s'estompent avec le temps.

## Toxicité
Les effets toxiques apparaissent lors de prises prolongées à haute dose. La toxicité spécifique dépend du temps et de la concentration d'exposition. Les rétinoïdes peuvent être cytotoxiques en endommageant les membranes cellulaires et sont ototoxiques. Par ailleurs, de nombreux symptômes peuvent se manifester : douleurs articulaires, anorexie, lésions cutanées, chute de cheveux, hépatosplénomégalie, papilloedema, saignements, pseudotumeur cérébrale voire la mort.
Les rétinoïdes sont des molécules tératogènes, leur administration par voie systémique est donc formellement contre-indiquée durant la grossesse. En effet, la survenue d'une grossesse comporte un risque très élevé de malformations majeures chez le fœtus (microcéphalie, tétralogie de fallot...). Par précaution, l'administration par voie cutanée est déconseillée au moins pendant le premier trimestre de grossesse, bien qu'il n'y ait pas de lien établi avec des accidents tératogènes.